# Nyctemera rasana
Nyctemera rasana är en fjärilsart som beskrevs av Paul Mabille 1879. Nyctemera rasana ingår i släktet Nyctemera och familjen björnspinnare. Inga underarter finns listade i Catalogue of Life.